# Países Bajos en los Juegos Paralímpicos de Heidelberg 1972
Los Países Bajos estuvieron representados en los Juegos Paralímpicos de Heidelberg 1972 por un total de 38 deportistas, 26 hombres y 12 mujeres.

## Medallistas
El equipo paralímpico neerlandés obtuvo las siguientes medallas:
| Nombre                           | Deporte       | Evento                                         |
| -------------------------------- | ------------- | ---------------------------------------------- |
| Oro                              |               |                                                |
| De Vries-Noordam                 | Atletismo     | Peso 1A femenino                               |
| Marijke Ruiter                   | Natación      | 100 m braza 5 femenino                         |
| Marijke Ruiter                   | Natación      | 100 m espalda 5 femenino                       |
| Marijke Ruiter                   | Natación      | 150 m estilos 5 femenino                       |
| Van der Benden                   | Natación      | 100 m braza 6 femenino                         |
| Van der Benden                   | Natación      | 100 m libre 6 femenino                         |
| Van der Benden                   | Natación      | 150 m estilos 6 femenino                       |
| Van Opdorp                       | Natación      | 25 m braza 1B femenino                         |
| Van Opdorp                       | Natación      | 25 m libre 1B femenino                         |
| H. Hilberink                     | Natación      | 25 m espalda 2 femenino                        |
| Equipo                           | Natación      | 3 × 100 m estilos 5-6 femenino                 |
| H. Lamberts                      | Natación      | 100 m libre 6 masculino                        |
| De Vries-Noordam                 | Tenis de mesa | Individual 1A femenino                         |
| Equipo                           | Tenis de mesa | Equipo 4 femenino                              |
| Plata                            |               |                                                |
| De Vries-Noordam                 | Atletismo     | 60 m silla de ruedas 1A femenino               |
| P. Blanker P. Popkema            | Dartchery     | Dobles clase abierta masculino                 |
| Van der Krieke                   | Natación      | 50 m espalda 3 femenino                        |
| Van der Krieke                   | Natación      | 50 m libre 3 femenino                          |
| Van der Krieke                   | Natación      | 75 m estilos 3 femenino                        |
| Kuivenhoven                      | Natación      | 100 m braza 5 femenino                         |
| Kuivenhoven                      | Natación      | 100 m libre 5 femenino                         |
| Jonker                           | Natación      | 25 m espalda 2 femenino                        |
| Equipo                           | Natación      | 3 × 50 m estilos 2-4 femenino                  |
| H. Lamberts                      | Natación      | 100 m braza 6 masculino                        |
| H. Lamberts                      | Natación      | 150 m estilos 6 masculino                      |
| Gerrit Pomp                      | Natación      | 25 m espalda 2 masculino                       |
| P. Blanker P. Popkema Van Opdorp | Tiro con arco | Ronda FITA por equipos clase abierta masculino |
| Bronce                           |               |                                                |
| E. H. Roek                       | Atletismo     | 100 m 5 masculino                              |
| Van Opdorp                       | Natación      | 25 m espalda 1B femenino                       |
| Graveland                        | Natación      | 50 m braza 4 femenino                          |
| De Baker                         | Natación      | 100 m espalda 5 femenino                       |
| Kuivenhoven                      | Natación      | 150 m estilos 5 femenino                       |
| Gerrit Pomp                      | Natación      | 25 m braza 2 masculino                         |
| Gerrit Pomp                      | Natación      | 25 m libre 2 masculino                         |
| Irene Schmidt                    | Tenis de mesa | Individual 4 femenino                          |
| P. Suijkerbuijk                  | Tenis de mesa | Individual 1B masculino                        |
| Pimmelar P. Suijkerbuijk         | Tenis de mesa | Dobles 1B masculino                            |
| P. Popkema                       | Tiro con arco | Ronda FITA clase abierta masculino             |